# .ee
.ee és el domini de primer nivell territorial (ccTLD) d'Estònia, que gestiona la Fundació d'Internet Estoniana.

## Dominis de tercer nivell
- .com.ee -- empreses tal com les defineix el Codi de Comerç.
- .pri.ee -- particulars.
- .fie.ee -- autònoms (únics propietaris) tal com els defineix el Codi de Comerç.
- .med.ee -- institucions mèdiques o de salut.

## Història
El domini de primer nivell .ee es va introduir el 1992 i el va gestionar l'agència governamental EENet fins al juny de 2010. Hi havia un límit d'un nom de domini per cada entitat legal, i es denegaven els registres de noms addicionals per protegir marques comercials perquè "el nom de domini no té categoria de marca comercial". Com que els dominis de .ee havien de ser la identificació d'una institució a Internet (com el codi de registre al registre mercantil), no era possible registrar dominis addicionals. Els registres vàlids eren gratuïts.

## Rellançament del domini
El nou sistema de registre del TLD .ee va començar el 5 de juliol de 2010. La Fundació d'Internet estoniana va agafar el relleu de les funcions que feia EENet. Tots els dominis que s'havien registrat abans de la transició es van haver de tornar a registrar al llarg d'un període de transició de 6 mesos que va acabar el 5 de gener de 2011. Les noves regles del domini .ee permeten que una única entitat registre un nombre il·limitat de dominis. Els particulars ja poden registrar dominis directament sota .ee. Les entitats estrangeres també poden registrar dominis .ee, encara que tots els dominis han de tenir un contacte administratiu amb residència a Estònia. Les disputes sobre dominis les gestiona un comitè especial. Els serveis de registre s'han de fer mitjançant els registradors que es llisten al web de la Fundació d'Internet estoniana. Els dominis es poden registrar i renovar de manera anual. El cost per als registradors és de 18.2 euros més impostos.